# Tour d'Italie 1999
Le Tour d'Italie 1999 est la 82e édition du Tour d'Italie, qui s'est élancée d'Agrigente le 15 mai 1999 et est arrivée à Milan le 6 juin. Long de 3 757 kilomètres, ce Giro a été remporté par l'Italien Ivan Gotti. Marco Pantani avait été exclu de la compétition alors qu'il était leader du classement général à deux jours de l'arrivée à la suite d'un contrôle sanguin indiquant un hématocrite supérieur à la limite autorisée de 50 %. En mars 2016, à la suite d'aveux d'un membre de la mafia, des magistrats italiens valident l'hypothèse d'une manipulation du contrôle antidopage par la mafia. 

## Principaux coureurs présents

### Favoris à la victoire finale
Au départ de ce Giro, tous les regards sont tournés vers Marco Pantani, vainqueur du Giro et du Tour de France l'année précédente. Le parcours extrêmement montagneux, notamment en troisième semaine, semble tracé pour le Pirate.
Parmi ses principaux rivaux figurent Laurent Jalabert, qui vient de surclasser ses adversaires lors du Tour de Romandie ainsi que le champion du monde Oscar Camenzind, Ivan Gotti, Davide Rebellin ou encore Serhiy Honchar.

### Sprinters
Deux des tout meilleurs sprinteurs du moment se présentent au départ de ce Giro : Mario Cipollini, qui a déjà remporté 25 étapes sur le Tour d'Italie, et Jeroen Blijlevens.

## Étapes
| Étape     | Date     | Villes étapes                          | km       | Vainqueur d'étape   | Leader du classement général |
| 1re étape | 15 mai   | Agrigente - Modica                     | 175      | Ivan Quaranta       | Ivan Quaranta                |
| 2e étape  | 16 mai   | Noto - Catane                          | 133      | Mario Cipollini     | Mario Cipollini              |
| 3e étape  | 17 mai   | Catane - Messine                       | 176      | Jeroen Blijlevens   | Jeroen Blijlevens            |
| 4e étape  | 18 mai   | Vibo Valentia - Terme Luigiane         | 186      | Laurent Jalabert    | Jeroen Blijlevens            |
| 5e étape  | 19 mai   | Terme Luigiane - Monte Sirino          | 147      | José Jaime González | Laurent Jalabert             |
| 6e étape  | 20 mai   | Lauria - Foggia                        | 257      | Romāns Vainšteins   | Laurent Jalabert             |
| 7e étape  | 21 mai   | Foggia - Lanciano                      | 153      | Jeroen Blijlevens   | Laurent Jalabert             |
| 8e étape  | 22 mai   | Pescara - Gran Sasso                   | 253      | Marco Pantani       | Marco Pantani                |
| 9e étape  | 23 mai   | Ancône - Ancône                        | 32 (CLM) | Laurent Jalabert    | Laurent Jalabert             |
| 10e étape | 24 mai   | Ancône - Sansepolcro                   | 189      | Mario Cipollini     | Laurent Jalabert             |
| 11e étape | 25 mai   | Sansepolcro - Cesenatico               | 125      | Ivan Quaranta       | Laurent Jalabert             |
| 12e étape | 26 mai   | Cesenatico - Sassuolo                  | 168      | Mario Cipollini     | Laurent Jalabert             |
| 13e étape | 27 mai   | Sassuolo - Rapallo                     | 243      | Richard Virenque    | Laurent Jalabert             |
| 14e étape | 29 mai   | Bra - Borgo San Dalmazzo               | 187      | Paolo Savoldelli    | Marco Pantani                |
| 15e étape | 30 mai   | Racconigi - Oropa                      | 143      | Marco Pantani       | Marco Pantani                |
| 16e étape | 31 mai   | Biella - Lumezzane                     | 232      | Laurent Jalabert    | Marco Pantani                |
| 17e étape | 1er juin | Lumezzane - Castelfranco Veneto        | 212      | Mario Cipollini     | Marco Pantani                |
| 18e étape | 2 juin   | Trévise - Trévise                      | 45 (CLM) | Serhiy Honchar      | Marco Pantani                |
| 19e étape | 3 juin   | Castelfranco Veneto - Alpe di Pampeago | 166      | Marco Pantani       | Marco Pantani                |
| 20e étape | 4 juin   | Predazzo - Madonna di Campiglio        | 175      | Marco Pantani       | Marco Pantani                |
| 21e étape | 5 juin   | Madonna di Campiglio - Aprica          | 190      | Roberto Heras       | Ivan Gotti                   |
| 22e étape | 6 juin   | Boario Terme - Milan                   | 170      | Fabrizio Guidi      | Ivan Gotti                   |

## Classements finals

### Classement général final
| \| Classement général \| Classement général \| Classement général \| Classement général \| Classement général \| \| Coureur \| Coureur \| Pays \| Équipe \| Temps \| \| ------------------ \| ------------------- \| ------------------ \| -------------------------------- \| ------------------ \| \| 1er \| Ivan Gotti \| Italie \| Polti \| 99 h 55 min 56 s \| \| 2e \| Paolo Savoldelli \| Italie \| Saeco-Cannondale \| + 3 min 35 s \| \| 3e \| Gilberto Simoni \| Italie \| Ballan-Alessio \| + 3 min 36 s \| \| 4e \| Laurent Jalabert \| France \| ONCE-Deutsche Bank \| + 5 min 16 s \| \| 5e \| Roberto Heras \| Espagne \| Kelme-Costa Blanca \| + 7 min 47 s \| \| 6e \| Niklas Axelsson \| Suède \| Navigare-Gaerne \| + 9 min 38 s \| \| 7e \| Serhiy Honchar \| Ukraine \| Vini Caldirola-Sidermec \| + 12 min 07 s \| \| 8e \| Daniele De Paoli \| Italie \| Amica Chips-Costa de Almeria \| + 14 min 02 s \| \| 9e \| Daniel Clavero \| Espagne \| Vitalicio Seguros-Grupo Generali \| + 15 min 53 s \| \| 10e \| Roberto Sgambelluri \| Italie \| Cantina Tollo-Alexia Alluminio \| + 17 min 31 s \| \| 11e \| Oscar Camenzind \| Suisse \| Lampre-Daikin \| + 17 min 39 s \| \| 12e \| Andrei Zintchenko \| Russie \| Vitalicio Seguros-Grupo Generali \| + 20 min 14 s \| \| 13e \| Óscar Sevilla \| Espagne \| Kelme-Costa Blanca \| + 22 min 44 s \| \| 15e \| Hernán Buenahora \| Colombie \| Vitalicio Seguros-Grupo Generali \| + 24 min 38 s \| \| 16e \| Gabriele Missaglia \| Italie \| Lampre-Daikin \| + 42 min 12 s \| \| 17e \| Giuseppe Di Grande \| Italie \| Mapei-Quick Step \| + 44 min 23 s \| \| 18e \| Pavel Padrnos \| Tchéquie \| Lampre-Daikin \| + 44 min 30 s \| \| 19e \| Peter Luttenberger \| Autriche \| ONCE-Deutsche Bank \| + 47 min 39 s \| \| 20e \| Nicola Miceli \| Italie \| Liquigas \| + 47 min 39 s \| \| 21e \| Alexandr Shefer \| Kazakhstan \| Riso Scotti-Vinavil \| + 51 min 31 s \| \| 22e \| Andrei Teteriouk \| Kazakhstan \| Liquigas \| + 51 min 48 s \| \| 23e \| José Jaime González \| Colombie \| Kelme-Costa Blanca \| + 53 min 36 s \| \| 24e \| Felice Puttini \| Suisse \| Amica Chips-Costa de Almeria \| + 1 h 00 min 25 s \| \| 24e \| Oscar Mason \| Italie \| Liquigas \| + 1 h 02 min 17 s \| |                     |            |                                  |                   |
| |                     |            |                                  |                   |
| |                     |            |                                  |                   |
| Classement général |                     |            |                                  |                   |
| Coureur | Coureur             | Pays       | Équipe                           | Temps             |
| 1er | Ivan Gotti          | Italie     | Polti                            | 99 h 55 min 56 s  |
| 2e | Paolo Savoldelli    | Italie     | Saeco-Cannondale                 | + 3 min 35 s      |
| 3e | Gilberto Simoni     | Italie     | Ballan-Alessio                   | + 3 min 36 s      |
| 4e | Laurent Jalabert    | France     | ONCE-Deutsche Bank               | + 5 min 16 s      |
| 5e | Roberto Heras       | Espagne    | Kelme-Costa Blanca               | + 7 min 47 s      |
| 6e | Niklas Axelsson     | Suède      | Navigare-Gaerne                  | + 9 min 38 s      |
| 7e | Serhiy Honchar      | Ukraine    | Vini Caldirola-Sidermec          | + 12 min 07 s     |
| 8e | Daniele De Paoli    | Italie     | Amica Chips-Costa de Almeria     | + 14 min 02 s     |
| 9e | Daniel Clavero      | Espagne    | Vitalicio Seguros-Grupo Generali | + 15 min 53 s     |
| 10e | Roberto Sgambelluri | Italie     | Cantina Tollo-Alexia Alluminio   | + 17 min 31 s     |
| 11e | Oscar Camenzind     | Suisse     | Lampre-Daikin                    | + 17 min 39 s     |
| 12e | Andrei Zintchenko   | Russie     | Vitalicio Seguros-Grupo Generali | + 20 min 14 s     |
| 13e | Óscar Sevilla       | Espagne    | Kelme-Costa Blanca               | + 22 min 44 s     |
| 15e | Hernán Buenahora    | Colombie   | Vitalicio Seguros-Grupo Generali | + 24 min 38 s     |
| 16e | Gabriele Missaglia  | Italie     | Lampre-Daikin                    | + 42 min 12 s     |
| 17e | Giuseppe Di Grande  | Italie     | Mapei-Quick Step                 | + 44 min 23 s     |
| 18e | Pavel Padrnos       | Tchéquie   | Lampre-Daikin                    | + 44 min 30 s     |
| 19e | Peter Luttenberger  | Autriche   | ONCE-Deutsche Bank               | + 47 min 39 s     |
| 20e | Nicola Miceli       | Italie     | Liquigas                         | + 47 min 39 s     |
| 21e | Alexandr Shefer     | Kazakhstan | Riso Scotti-Vinavil              | + 51 min 31 s     |
| 22e | Andrei Teteriouk    | Kazakhstan | Liquigas                         | + 51 min 48 s     |
| 23e | José Jaime González | Colombie   | Kelme-Costa Blanca               | + 53 min 36 s     |
| 24e | Felice Puttini      | Suisse     | Amica Chips-Costa de Almeria     | + 1 h 00 min 25 s |
| 24e | Oscar Mason         | Italie     | Liquigas                         | + 1 h 02 min 17 s |

### Classements annexes finals
| Classement par points | Classement par points | Classement par points | Classement par points   | Classement par points |
| Coureur               | Coureur               | Pays                  | Équipe                  | Points                |
| --------------------- | --------------------- | --------------------- | ----------------------- | --------------------- |
| 1er                   | Laurent Jalabert      | France                | ONCE-Deutsche Bank      | 175 pts               |
| 2e                    | Fabrizio Guidi        | Italie                | Polti                   | 170 pts               |
| 3e                    | Massimo Strazzer      | Italie                | Mobilvetta-Northwave    | 126 pts               |
| 4e                    | Paolo Savoldelli      | Italie                | Saeco-Cannondale        | 117 pts               |
| 5e                    | Ivan Gotti            | Italie                | Polti                   | 110 pts               |
| 6e                    | Gian Matteo Fagnini   | Italie                | Saeco-Cannondale        | 96 pts                |
| 7e                    | Gilberto Simoni       | Italie                | Ballan-Alessio          | 94 pts                |
| 8e                    | Matteo Tosatto        | Italie                | Ballan-Alessio          | 88 pts                |
| 9e                    | Serhiy Honchar        | Ukraine               | Vini Caldirola-Sidermec | 87 pts                |
| 10e                   | Oscar Camenzind       | Suisse                | Lampre-Daikin           | 82 pts                |

| Classement par points | Classement par points | Classement par points | Classement par points   | Classement par points |
| Coureur               | Coureur               | Pays                  | Équipe                  | Points                |
| --------------------- | --------------------- | --------------------- | ----------------------- | --------------------- |
| 1er                   | Laurent Jalabert      | France                | ONCE-Deutsche Bank      | 175 pts               |
| 2e                    | Fabrizio Guidi        | Italie                | Polti                   | 170 pts               |
| 3e                    | Massimo Strazzer      | Italie                | Mobilvetta-Northwave    | 126 pts               |
| 4e                    | Paolo Savoldelli      | Italie                | Saeco-Cannondale        | 117 pts               |
| 5e                    | Ivan Gotti            | Italie                | Polti                   | 110 pts               |
| 6e                    | Gian Matteo Fagnini   | Italie                | Saeco-Cannondale        | 96 pts                |
| 7e                    | Gilberto Simoni       | Italie                | Ballan-Alessio          | 94 pts                |
| 8e                    | Matteo Tosatto        | Italie                | Ballan-Alessio          | 88 pts                |
| 9e                    | Serhiy Honchar        | Ukraine               | Vini Caldirola-Sidermec | 87 pts                |
| 10e                   | Oscar Camenzind       | Suisse                | Lampre-Daikin           | 82 pts                |

| Classement de la montagne | Classement de la montagne | Classement de la montagne | Classement de la montagne        | Classement de la montagne |
| Coureur                   | Coureur                   | Pays                      | Équipe                           | Points                    |
| ------------------------- | ------------------------- | ------------------------- | -------------------------------- | ------------------------- |
| 1er                       | José Jaime González       | Colombie                  | Kelme-Costa Blanca               | 61 pts                    |
| 2e                        | Mariano Piccoli           | Italie                    | Lampre-Daikin                    | 45 pts                    |
| 3e                        | Paolo Bettini             | Italie                    | Mapei-Quick Step                 | 44 pts                    |
| 4e                        | Ivan Gotti                | Italie                    | Polti                            | 33 pts                    |
| 5e                        | Gilberto Simoni           | Italie                    | Ballan-Alessio                   | 33 pts                    |
| 6e                        | Roberto Heras             | Espagne                   | Kelme-Costa Blanca               | 26 pts                    |
| 7e                        | Laurent Jalabert          | France                    | ONCE-Deutsche Bank               | 25 pts                    |
| 8e                        | Hernán Buenahora          | Colombie                  | Vitalicio Seguros-Grupo Generali | 18 pts                    |
| 9e                        | Gabriele Missaglia        | Italie                    | Lampre-Daikin                    | 14 pts                    |
| 10e                       | Richard Virenque          | France                    | Polti                            | 13 pts                    |

| Classement de la montagne | Classement de la montagne | Classement de la montagne | Classement de la montagne        | Classement de la montagne |
| Coureur                   | Coureur                   | Pays                      | Équipe                           | Points                    |
| ------------------------- | ------------------------- | ------------------------- | -------------------------------- | ------------------------- |
| 1er                       | José Jaime González       | Colombie                  | Kelme-Costa Blanca               | 61 pts                    |
| 2e                        | Mariano Piccoli           | Italie                    | Lampre-Daikin                    | 45 pts                    |
| 3e                        | Paolo Bettini             | Italie                    | Mapei-Quick Step                 | 44 pts                    |
| 4e                        | Ivan Gotti                | Italie                    | Polti                            | 33 pts                    |
| 5e                        | Gilberto Simoni           | Italie                    | Ballan-Alessio                   | 33 pts                    |
| 6e                        | Roberto Heras             | Espagne                   | Kelme-Costa Blanca               | 26 pts                    |
| 7e                        | Laurent Jalabert          | France                    | ONCE-Deutsche Bank               | 25 pts                    |
| 8e                        | Hernán Buenahora          | Colombie                  | Vitalicio Seguros-Grupo Generali | 18 pts                    |
| 9e                        | Gabriele Missaglia        | Italie                    | Lampre-Daikin                    | 14 pts                    |
| 10e                       | Richard Virenque          | France                    | Polti                            | 13 pts                    |

| Classement par équipes | Classement par équipes           | Classement par équipes | Classement par équipes |
| Équipe                 | Équipe                           | Pays                   | Temps                  |
| ---------------------- | -------------------------------- | ---------------------- | ---------------------- |
| 1re                    | Vitalicio Seguros-Grupo Generali | Espagne                | 300 h 39 min 35 s      |
| 2e                     | Kelme-Costa Blanca               | Espagne                | + 22 min 11 s          |
| 3e                     | Polti                            | Italie                 | + 22 min 46 s          |
| 4e                     | Lampre-Daikin                    | Italie                 | + 29 min 16 s          |
| 5e                     | ONCE-Deutsche Bank               | Espagne                | + 58 min 57 s          |
| 6e                     | Amica Chips-Costa de Almeria     | Italie                 | + 1 h 15 min 16 s      |
| 7e                     | Liquigas                         | Italie                 | + 1 h 15 min 18 s      |
| 8e                     | Navigare-Gaerne                  | Italie                 | + 1 h 47 min 23 s      |
| 9e                     | Cantina Tollo-Alexia Alluminio   | Italie                 | + 1 h 56 min 17 s      |
| 10e                    | Saeco-Cannondale                 | Italie                 | + 1 h 59 min 41 s      |

| Classement par équipes | Classement par équipes           | Classement par équipes | Classement par équipes |
| Équipe                 | Équipe                           | Pays                   | Temps                  |
| ---------------------- | -------------------------------- | ---------------------- | ---------------------- |
| 1re                    | Vitalicio Seguros-Grupo Generali | Espagne                | 300 h 39 min 35 s      |
| 2e                     | Kelme-Costa Blanca               | Espagne                | + 22 min 11 s          |
| 3e                     | Polti                            | Italie                 | + 22 min 46 s          |
| 4e                     | Lampre-Daikin                    | Italie                 | + 29 min 16 s          |
| 5e                     | ONCE-Deutsche Bank               | Espagne                | + 58 min 57 s          |
| 6e                     | Amica Chips-Costa de Almeria     | Italie                 | + 1 h 15 min 16 s      |
| 7e                     | Liquigas                         | Italie                 | + 1 h 15 min 18 s      |
| 8e                     | Navigare-Gaerne                  | Italie                 | + 1 h 47 min 23 s      |
| 9e                     | Cantina Tollo-Alexia Alluminio   | Italie                 | + 1 h 56 min 17 s      |
| 10e                    | Saeco-Cannondale                 | Italie                 | + 1 h 59 min 41 s      |

| Classement Intergiro | Classement Intergiro | Classement Intergiro | Classement Intergiro                | Classement Intergiro |
|                      | Coureur              | Pays                 | Équipe                              | Temps                |
| -------------------- | -------------------- | -------------------- | ----------------------------------- | -------------------- |
| 1er                  | Fabrizio Guidi       | Italie               | Polti                               | en 62 h 50 min 5 s   |
| 2e                   | Massimo Strazzer     | Italie               | Mobilvetta Design-Northwave         | + 2 s                |
| 3e                   | Gian Matteo Fagnini  | Italie               | Saeco Macchine per Caffè–Cannondale | + 24 s               |
| 4e                   | Biagio Conte         | Italie               | Liquigas-Pata                       | + 2 min 2 s          |
| 5e                   | Matteo Tosatto       | Italie               | Ballan–Alessio                      | + 2 min 13 s         |
| modifier             |                      |                      |                                     |                      |

## Évolution des classements
Les cyclistes présents dans le tableau ci-dessous correspondent aux leaders des classements. Ils peuvent ne pas correspondre au porteur du maillot.
| Étape              | Vainqueur           | Classement général | Classement par points | Classement de la montagne | Classement par équipes |
| ------------------ | ------------------- | ------------------ | --------------------- | ------------------------- | ---------------------- |
| 1re étape          | Ivan Quaranta       | Ivan Quaranta      | Ivan Quaranta         | Paolo Bettini             | Mercatone Uno          |
| 2e étape           | Mario Cipollini     | Mario Cipollini    | Mario Cipollini       | Paolo Bettini             | Saeco                  |
| 3e étape           | Jeroen Blijlevens   | Jeroen Blijlevens  | Jeroen Blijlevens     | Paolo Bettini             | Navigare               |
| 4e étape           | Laurent Jalabert    | Jeroen Blijlevens  | Jeroen Blijlevens     | Paolo Bettini             | Saeco                  |
| 5e étape           | José Jaime González | Laurent Jalabert   | Jeroen Blijlevens     | Paolo Bettini             | Saeco                  |
| 6e étape           | Romāns Vainšteins   | Laurent Jalabert   | Jeroen Blijlevens     | Paolo Bettini             | Polti                  |
| 7e étape           | Jeroen Blijlevens   | Laurent Jalabert   | Jeroen Blijlevens     | Paolo Bettini             | Polti                  |
| 8e étape           | Marco Pantani       | Marco Pantani      | Jeroen Blijlevens     | Paolo Bettini             | Banesto                |
| 9e étape           | Laurent Jalabert    | Laurent Jalabert   | Jeroen Blijlevens     | Paolo Bettini             | Banesto                |
| 10e étape          | Mario Cipollini     | Laurent Jalabert   | Jeroen Blijlevens     | Paolo Bettini             | Banesto                |
| 11e étape          | Ivan Quaranta       | Laurent Jalabert   | Jeroen Blijlevens     | Paolo Bettini             | Banesto                |
| 12e étape          | Mario Cipollini     | Laurent Jalabert   | Jeroen Blijlevens     | Paolo Bettini             | Banesto                |
| 13e étape          | Richard Virenque    | Laurent Jalabert   | Jeroen Blijlevens     | José Jaime González       | Banesto                |
| 14e étape          | Paolo Savoldelli    | Marco Pantani      | Jeroen Blijlevens     | José Jaime González       | Banesto                |
| 15e étape          | Marco Pantani       | Marco Pantani      | Jeroen Blijlevens     | Marco Pantani             | Vitalicio Seguros      |
| 16e étape          | Laurent Jalabert    | Marco Pantani      | Jeroen Blijlevens     | Marco Pantani             | Vitalicio Seguros      |
| 17e étape          | Mario Cipollini     | Marco Pantani      | Jeroen Blijlevens     | Marco Pantani             | Vitalicio Seguros      |
| 18e étape          | Serhiy Honchar      | Marco Pantani      | Jeroen Blijlevens     | Marco Pantani             | Vitalicio Seguros      |
| 19e étape          | Marco Pantani       | Marco Pantani      | Marco Pantani         | Marco Pantani             | Vitalicio Seguros      |
| 20e étape          | Marco Pantani       | Marco Pantani      | Marco Pantani         | Marco Pantani             | Vitalicio Seguros      |
| 21e étape          | Roberto Heras       | Ivan Gotti         | Laurent Jalabert      | José Jaime González       | Vitalicio Seguros      |
| 22e étape          | Fabrizio Guidi      | Ivan Gotti         | Laurent Jalabert      | José Jaime González       | Vitalicio Seguros      |
| Classements Finals | Classements Finals  | Ivan Gotti         | Laurent Jalabert      | José Jaime González       | Vitalicio Seguros      |

## Liste des coureurs
| Mercatone Uno | Amica Chips | Ballan-Alessio |
| - 01. Marco Pantani (exclu 21e étape) - 02. Enrico Zaina - 03. Stefano Garzelli - 04. Riccardo Forconi - 05. Massimo Podenzana - 06. Ermanno Brignoli - 07. Fabiano Fontanelli - 08. Marco Velo - 09. Simone Borgheresi | - 11. Evgueni Berzin - 12. Daniele De Paoli - 13. Viatcheslav Ekimov - 14. Felice Puttini - 15. Amilcare Tronca - 16. Pietro Caucchioli - 17. Armand de Las Cuevas - 18. Marco Gili - 19. Emiliano Murtas            | - 21. Fabio Baldato - 22. Filippo Baldo - 23. Andrea Ferrigato - 24. Alexander Gontchenkov - 25. Nicola Loda - 26. Alberto Ongarato - 27. Gilberto Simoni - 28. Matteo Tosatto - 29. Piotr Ugrumov                       |
| Banesto | Cantina Tollo | Kelme |
| - 31. José Luis Arrieta - 32. Marzio Bruseghin - 33. José María Jiménez - 34. Alex Zülle - 35. David Navas - 36. Aitor Osa - 37. Leonardo Piepoli - 38. Miguel Ángel Peña - 39. Orlando Rodrigues                       | - 41. Nicola Minali - 42. Andrea Brognara - 43. Marco Antonio Di Renzo - 44. Roberto Sgambelluri - 45. Massimiliano Gentili - 46. Cristian Gasperoni - 47. Marco Magnani - 48. Danilo Di Luca - 49. Bo Hamburger     | - 51. José Luis Rubiera - 52. Roberto Heras - 53. Ángel Edo - 54. José Jaime González - 55. Francisco Cabello - 56. Óscar Sevilla - 57. Eduardo Hernández - 58. Javier Otxoa ∗ - 59. José Manuel Uría                    |
| Lampre | Liquigas-Pata | Mapei |
| - 61. Oscar Camenzind - 62. Simone Bertoletti - 63. Massimo Codol - 64. Marco Della Vedova - 65. Matteo Frutti - 66. Gabriele Missaglia - 67. Pavel Padrnos - 68. Mariano Piccoli - 69. Ján Svorada                     | - 71. Nicola Miceli - 72. Andrei Teteriouk - 73. Cristiano Frattini - 74. Endrio Leoni - 75. Biagio Conte - 76. Oscar Mason - 77. Rodolfo Ongarato - 78. Fausto Dotti - 79. Ruslan Ivanov                            | - 81. Paolo Bettini - 82. Giuseppe Di Grande - 83. Giuliano Figueras - 84. Paolo Fornaciari - 85. Dirk Müller - 86. Chann McRae - 87. Andrea Noè - 88. Andrea Tafi - 89. Max van Heeswijk                                |
| Mobilvetta | Navigare | ONCE |
| - 91. Pascal Richard - 92. Alessandro Spezialetti - 93. Gorazd Štangelj - 94. Paolo Valoti - 95. Ivan Quaranta - 96. Massimo Strazzer - 97. Stefano Faustini - 98. Mirko Gualdi - 99. Guido Trombetta                   | - 101. Niklas Axelsson - 102. Gabriele Balducci - 103. Dario Pieri - 104. Vladimir Duma - 105. Luca Cei - 106. Alessandro Petacchi - 107. Gerrit Glomser - 108. Stefano Panetta - 109. Luca Belluomini               | - 111. Laurent Jalabert - 112. Íñigo Cuesta - 113. Santos González - 114. David Cañada - 115. Peter Luttenberger - 116. Miguel Angel Martin Perdiguero - 117. Andrea Peron - 118. Carlos Sastre - 119. Mikel Zarrabeitia |
| Riso Scotti | Saeco | Polti |
| - 121. Carlo Marino Bianchi - 122. Diego Ferrari - 123. Ivan Basso - 124. Samuele Schiavana - 125. Alexandr Shefer - 126. Oscar Pozzi - 127. Filippo Simeoni - 128. Alain Turicchia - 129. Giuseppe Palumbo             | - 131. Mario Cipollini - 132. Paolo Savoldelli - 133. Giuseppe Calcaterra - 134. Gian Matteo Fagnini - 135. Dario Frigo - 136. Alessio Galletti - 137. Roberto Petito - 138. Mario Scirea - 139. Francesco Secchiari | - 141. Enrico Cassani - 142. Mirko Celestino - 143. Ivan Gotti - 144. Fabrizio Guidi - 145. Stéphane Goubert - 146. Oscar Pelliccioli - 147. Davide Rebellin - 148. Richard Virenque - 149. Denis Zanette                |
| TVM-Farm Frites | Vini Caldirola | Vitalicio Seguros |
| - 151. Jeroen Blijlevens - 152. Davide Casarotto - 153. Hendrik Van Dyck - 154. Sergueï Ivanov - 155. Andreas Klier - 156. Michel Lafis - 157. Olivier Asmaker - 158. Pieter Vries - 159. Miguel Van Kessel             | - 161. Massimo Apollonio - 162. Andrej Hauptman - 163. Filippo Casagrande - 164. Massimo Donati - 165. Serhiy Honchar - 166. Gianluca Sironi - 167. Mauro Radaelli - 168. Romāns Vainšteins - 169. Mauro Zanetti     | - 171. Daniel Clavero - 172. Santiago Blanco - 173. Hernán Buenahora - 174. Andrei Zintchenko - 175. Serguei Smetanine - 176. Prudencio Indurain - 177. Francisco Cerezo - 178. Víctor Hugo Peña - 179. Ginés Salmerón   |

∗ Nicola Loda et Javier Otxoa n'ont pas été autorisés à partir en raison d'un hématocrite supérieur à 50 %.